# 미야하라 가즈야
미야하라 가즈야(일본어: 宮原 和也, 1996년 3월 22일 ~ )는 일본의 축구 선수이다. 현 J1리그의 도쿄 베르디에서 뛰고 있다.

## 구단 경력
그는 2014년부터 J리그의 산프레체 히로시마, 나고야 그램퍼스, 도쿄 베르디에서 뛰었다.

## 국가대표팀 경력
그는 2013년 FIFA U-17 월드컵에 참가할 일본 U-17 국가대표팀에 발탁되었으며, 3경기에 출전했다.

## 통계
| 산프레체 히로시마 | 산프레체 히로시마 | 산프레체 히로시마 |
| 연도              | 출전              | 득점              |
| ----------------- | ----------------- | ----------------- |
| 2014              | 4                 | 0                 |
| 2015              | 3                 | 1                 |
| 2016              | 13                | 0                 |
| 나고야 그램퍼스   |                   |                   |
| 2017              | 41                | 0                 |
| 2018              | 26                | 0                 |
| 2019              | 31                | 4                 |
| 2020              | 5                 | 0                 |
| 통산              | 123               | 5                 |